# Korte twintigste eeuw
De korte twintigste eeuw is een term die slaat op de periode 1914-1991. De term is gedefinieerd door Eric Hobsbawm, een Brits marxistisch historicus. Hobsbawm behandelde de "korte twintigste eeuw" in zijn werk The Age of Extremes: The Short Twentieth Century, 1914-1991, dat in 1994 gepubliceerd is. 

## Tijdsafbakening
De tijdsafbakening die Hobsbawm koppelde aan de "korte twintigste eeuw", een term die oorspronkelijk bedacht, maar niet verder uitgewerkt is door Hongaars historicus Iván Berend (geboren op 11 december 1930), is gebaseerd op het plaatsvinden van gebeurtenissen die een dusdanig grote impact op de wereld hebben dat ze fungeren als breekpunt met de voorgaande periode en het beginpunt zijn van een significant andere periode. In het geval van de "korte twintigste eeuw" beargumenteerde Hobsbawm dat het definitieve breekpunt met de voorgaande periode in 1914 plaatsvond bij het uitbreken van de Eerste Wereldoorlog. Het eindpunt in 1991 plaatste hij bij de val van de Sovjet-Unie en het einde van de Koude Oorlog.
De "korte twintigste eeuw" is de periode die de eveneens door Hobsbawm geïntroduceerde "lange negentiende eeuw" opvolgt. Deze eeuw is door Hobsbwam bestudeerd in een trilogie van historische publicaties bestaande uit The Age of Revolution: Europe, 1789-1848, The Age of Capital: 1848-1875 en The Age of Empire: 1875-1914. De “lange negentiende eeuw” begint hier met de Franse Revolutie.

## Een eeuw met twee gezichten
Hobsbawm had zelf een sceptische blik op de "korte twintigste eeuw". Deze zag hij, anders dan vele anderen, niet als een eeuw van vooruitgang, maar eerder als een eeuw waarin hoop en idealisme zijn verdwenen en vervangen door onzekerheid en twijfel. De twintigste eeuw was ook zowel de eeuw met de meeste technologische vooruitgang als de eeuw met de meeste doden veroorzaakt door geweld. 
De "korte twintigste eeuw" is een eeuw die gekenmerkt werd door zowel de snelle opkomst als val van totalitaire ideologieën en is daarnaast ook de eeuw waarin de focus van de Westerse samenleving in korte tijd verschoof van het collectief naar het individu. De conclusies die Hobsbawm trok uit deze contrasten in zijn definiëring en analysering van de "korte twintigste eeuw" komen overeen met marxistische denkbeelden en staat daarmee in verband met zijn marxistische overtuigingen.

## Kritiek op Hobsbawm
Hoewel in het algemeen geprezen om zijn werk, wordt Hobsbawm ook bekritiseerd door historici vanwege de volgens sommigen te aanwezige marxistische invalshoek in zijn publicaties. Kritiek over Hobsbawms visie op de "korte twintigste eeuw", waarin het marxisme een grote rol speelde, bestaat dus ook. Historicus Tony Judt bestempelde in zijn publicatie Reappraisals: Reflections on the Forgotten Twentieth Century de visie van Hobsbawm op Stalins regime in de Sovjet-Unie als dusdanig subjectief dat deze onbetrouwbaar is.